# Liga Profesional de Baloncesto de Venezuela 2017
La temporada 2017 de la Liga Profesional de Baloncesto de Venezuela (LPB) fue la 44.ª de la esta liga.
El partido inaugural lo protagonizó el actual campeón y sumbcampeón de la campaña de 2016, Cocodrilos de Caracas y Bucaneros de La Guaira, a las siete de la noche en el Parque Naciones Unidas de la capital venezolana.
La campaña contó con la presencia de tres jugadores importados por equipo, “conversamos acerca de eso, porque ciertamente algunos abogan por dos, pero nosotros estamos en la obligación de presentar un espectáculo de calidad”, expresó Bob Abreu.
Isaiah Swann implantó un récord en la liga con 15 triples en un juego, 8 en un cuarto y 10 en la primera mitad, el 19 de mayo ante los Gaiteros del Zulia, superando el récord de Sam Shepherd con 14 triples en la temporada de 1993 ante los Marinos de Oriente. 
El campeón, y el subcampeón clasificaron a la  LDA 2018, que son los Guaros de Lara y Marinos de Anzoátegui, como Guaros de Lara fue el campeón de la LDA 2017 le da otro cupo a Venezuela, que sería el tercer mejor equipo de la liga que fue Guaiqueríes de Margarita.

## Final
Guaros de Lara eliminó al actual campeón y jugará su cuarta final, su segunda en las últimas 3 temporadas y Marinos de Anzoátegui jugará su décima séptima final, su octava en las últimas 9 temporadas. Guaros de Lara y Marinos de Anzoátegui de la 2005 y 2015 jugarán su tercera final entre ambos con un récord a favor de Marinos (2-0).
José Vargas de Guaros de Lara y Gregory Vargas de Marinos de Anzoátegui fue la segunda pareja de hermanos que se han enfrentado en una serie final, siendo los primeros Ramón “Tulo” Rivero e Iván Olivares. Rivero y Olivares lo hicieron en 1986 cuando defendían las camisetas de Panteras de Miranda y Trotamundos de Carabobo, respectivamente.
Guaros de Lara consiguió su primer título de la Liga Profesional de Baloncesto tras 3 subcampeonatos y acabó con una sequía de 34 años sin que un equipo larense lograra un campeonato, el último fue Panteras de Lara en 1983. Además cortó la racha de Marinos de Anzoátegui y Cocodrilos de Caracas que acapararon los títulos desde 2008 a 2016.
Nate Robinson fue el MVP de la final.

"Doy gracias a Dios por este talento con el que me bendijo y por la oportunidad de jugar aquí y este reconocimiento conseguido. Di mi corazón en cada juego que disputé en Venezuela. Aunque esta no es la NBA, para mí es mi NBA. Ha sido una experiencia maravillosa jugar aquí”
Declaró Nate Robinson, ante los medios presentes, el 5 de julio de 2017 en Venezuela.

## Formato
Los diez conjuntos se dividen en dos conferencias: Oriental y Occidental.
En la ronda regular se disputan 36 encuentros (18 en casa y 18 de visitante). Cada equipo chocará cuatro veces contra sus otros nueve rivales.
A la postemporada clasifican los cuatro mejores de cada conferencia y se enfrentan de la siguiente manera: el primero contra el cuarto de la división y el segundo contra el tercero. Los ganadores de cada llave jugarán la final de conferencia. Luego, los campeones de cada uno de los grupos disputarán la final de la LPB.
Todas las series de playoffs premian al ganador de cuatro juegos en un máximo de siete compromisos.

## Equipos participantes
| Equipo                   | Presidente         | Entrenador       | Ciudad         | Pabellón                              | Aforo  |
| ------------------------ | ------------------ | ---------------- | -------------- | ------------------------------------- | ------ |
| Bucaneros de La Guaira   | Gregory John       | Iván Deniz       | La Guaira      | Domo José María Vargas                | 8 000  |
| Cocodrilos de Caracas    | Philip Valentiner  | Néstor Salazar   | Caracas        | Gimnasio José Beracasa                | 6 100  |
| Gaiteros del Zulia       | Paúl Romero Ferrer | Gustavo García   | Maracaibo      | Gimnasio Pedro Elías Belisario Aponte | 4 500  |
| Gigantes de Guayana      | Freddy Díaz        | Curro Segura     | Guayana        | Gimnasio Hermanas González            | 3 000  |
| Guaiqueríes de Margarita | Sergio Silvio      | Oscar Silva      | La Asunción    | Gimnasio Ciudad de La Asunción        | 10 000 |
| Guaros de Lara           | Jorge Hernández    | Guillermo Vechio | Barquisimeto   | Domo Bolivariano                      | 10 000 |
| Marinos de Anzoátegui    | Jesús Campos       | Tony Ruiz        | Puerto La Cruz | Gimnasio Luis Ramos                   | 6 000  |
| Panteras de Miranda      | Bob Abreu          | David Díaz       | Caracas        | Gimnasio José Joaquín Papá Carrillo   | 3 500  |
| Toros de Aragua          | Tulio Capriles     | Iván García      | Maracay        | Gimnasio Rafael Romero Bolívar        | 4 200  |
| Trotamundos de Carabobo  | Giuseppe Palmisano | Rubén Magnano    | Valencia       | Fórum de Valencia                     | 10 000 |

## Detalles de la competición liguera

### Clasificación de la liga regular

#### Conferencia Occidental
| Pos | Equipo                  | J  | G  | P  | P.F. | P.C. | +/-  | JD   | Clasificación                                     |
| --- | ----------------------- | -- | -- | -- | ---- | ---- | ---- | ---- | ------------------------------------------------- |
| 1   | Cocodrilos de Caracas   | 36 | 25 | 11 | 2863 | 2750 | +113 | -    | Clasificados para las Semifinales de Conferencia. |
| 2   | Guaros de Lara          | 36 | 24 | 12 | 3229 | 3012 | +217 | 1.0  | Clasificados para las Semifinales de Conferencia. |
| 3   | Trotamundos de Carabobo | 36 | 22 | 14 | 2926 | 2825 | +101 | 3.0  | Clasificados para las Semifinales de Conferencia. |
| 4   | Toros de Aragua         | 36 | 12 | 24 | 2974 | 3178 | -204 | 13.0 | Clasificados para las Semifinales de Conferencia. |
| 5   | Gaiteros del Zulia      | 36 | 7  | 29 | 2661 | 3013 | -352 | 17.5 |                                                   |

#### Conferencia Oriental
| Pos | Equipo                   | J  | G  | P  | P.F. | P.C. | +/-  | JD  | Clasificación                                     |
| --- | ------------------------ | -- | -- | -- | ---- | ---- | ---- | --- | ------------------------------------------------- |
| 1   | Guaiqueríes de Margarita | 36 | 23 | 13 | 2718 | 2685 | +33  | -   | Clasificados para las Semifinales de Conferencia. |
| 2   | Marinos de Anzoátegui    | 36 | 19 | 17 | 3132 | 3021 | +111 | 4.0 | Clasificados para las Semifinales de Conferencia. |
| 3   | Bucaneros de La Guaira   | 36 | 19 | 17 | 2842 | 2779 | +63  | 4.0 | Clasificados para las Semifinales de Conferencia. |
| 4   | Gigantes de Guayana      | 36 | 16 | 20 | 2917 | 2978 | -61  | 7.0 | Clasificados para las Semifinales de Conferencia. |
| 5   | Panteras de Miranda      | 36 | 13 | 23 | 3019 | 3040 | -21  | 9.5 |                                                   |

## Playoffs
|  | Semifinales            | Semifinales | Semifinales |         |             | Finales de conferencia | Finales de conferencia | Finales de conferencia |  |        | Final  | Final | Final |  |
|  |                        |             |             |         |             |                        |                        |                        |  |        |        |       |       |  |
|  |                        |             |             |         |             |                        |                        |                        |  |        |        |       |       |  |
|  | Cocodrilos             | Cocodrilos  | 4           |         |             |                        |                        |                        |  |        |        |       |       |  |
|  | Cocodrilos             | Cocodrilos  | 4           |         |             |                        |                        |                        |  |        |        |       |       |  |
|  | Toros                  | Toros       | 3           |         |             |                        |                        |                        |  |        |        |       |       |  |
|  | Toros                  | Toros       | 3           |         | Cocodrilos  | Cocodrilos             | 0                      |                        |  |        |        |       |       |  |
|  | Conferencia Occidental |             |             |         | Cocodrilos  | Cocodrilos             | 0                      |                        |  |        |        |       |       |  |
|  |                        |             | Guaros      | Guaros  | 4           |                        |                        |                        |  |        |        |       |       |  |
|  | Guaros                 | Guaros      | Guaros      | Guaros  | 4           | 4                      |                        |                        |  |        |        |       |       |  |
|  | Guaros                 | Guaros      |             |         |             |                        |                        |                        |  |        |        |       |       |  |
|  | Trotamundos            | Trotamundos | 1           |         |             |                        |                        |                        |  |        |        |       |       |  |
|  | Trotamundos            | Trotamundos | 1           |         |             |                        |                        |                        |  | Guaros | Guaros | 4     |       |  |
|  |                        |             |             |         |             |                        |                        |                        |  | Guaros | Guaros | 4     |       |  |
|  |                        |             | Marinos     | Marinos | 2           |                        |                        |                        |  |        |        |       |       |  |
|  | Guaiqueríes            | Guaiqueríes | Marinos     | Marinos | 2           | 4                      |                        |                        |  |        |        |       |       |  |
|  | Guaiqueríes            | Guaiqueríes |             |         |             |                        |                        |                        |  |        |        |       |       |  |
|  | Gigantes               | Gigantes    | 2           |         |             |                        |                        |                        |  |        |        |       |       |  |
|  | Gigantes               | Gigantes    | 2           |         | Guaiqueríes | Guaiqueríes            | 1                      |                        |  |        |        |       |       |  |
|  | Conferencia Oriental   |             |             |         | Guaiqueríes | Guaiqueríes            | 1                      |                        |  |        |        |       |       |  |
|  |                        |             | Marinos     | Marinos | 4           |                        |                        |                        |  |        |        |       |       |  |
|  | Marinos                | Marinos     | Marinos     | Marinos | 4           | 4                      |                        |                        |  |        |        |       |       |  |
|  | Marinos                | Marinos     |             |         |             |                        |                        |                        |  |        |        |       |       |  |
|  | Bucaneros              | Bucaneros   | 2           |         |             |                        |                        |                        |  |        |        |       |       |  |
|  | Bucaneros              | Bucaneros   | 2           |         |             |                        |                        |                        |  |        |        |       |       |  |
|  |                        |             |             |         |             |                        |                        |                        |  |        |        |       |       |  |

### Semifinales
| 1 | Cocodrilos de Caracas | 88 - 80  | Toros de Aragua       | José Beracasa         | 2 de junio  | 19:00 |  |
| 2 | Cocodrilos de Caracas | 105 - 91 | Toros de Aragua       | José Beracasa         | 3 de junio  | 18:00 |  |
| 3 | Toros de Aragua       | 95 - 66  | Cocodrilos de Caracas | Rafael Romero Bolívar | 6 de junio  | 19:00 |  |
| 4 | Toros de Aragua       | 102 - 80 | Cocodrilos de Caracas | Rafael Romero Bolívar | 7 de junio  | 19:00 |  |
| 5 | Toros de Aragua       | 88 - 79  | Cocodrilos de Caracas | Rafael Romero Bolívar | 8 de junio  | 19:00 |  |
| 6 | Cocodrilos de Caracas | 95 - 77  | Toros de Aragua       | José Beracasa         | 11 de junio | 13:00 |  |
| 7 | Cocodrilos de Caracas | 95 - 88  | Toros de Aragua       | José Beracasa         | 12 de junio | 19:00 |  |

| 1 | Guaros de Lara          | 87 - 75        | Trotamundos de Carabobo | Domo Bolivariano  | 2 de junio  | 19:30 |  |
| 2 | Guaros de Lara          | 80 - 87        | Trotamundos de Carabobo | Domo Bolivariano  | 3 de junio  | 19:00 |  |
| 3 | Trotamundos de Carabobo | 87 - 88        | Guaros de Lara          | Fórum de Valencia | 6 de junio  | 19:00 |  |
| 4 | Trotamundos de Carabobo | 87 - 96        | Guaros de Lara          | Fórum de Valencia | 7 de junio  | 19:00 |  |
| 5 | Trotamundos de Carabobo | 92 - 97        | Guaros de Lara          | Fórum de Valencia | 8 de junio  | 19:00 |  |
| 6 | Guaros de Lara          | Serie definida | Trotamundos de Carabobo | Domo Bolivariano  | 11 de junio | 19:00 |  |
| 7 | Guaros de Lara          | Serie definida | Trotamundos de Carabobo | Domo Bolivariano  | 12 de junio | 19:30 |  |

| 1 | Guaiqueríes de Margarita | 92 - 81        | Gigantes de Guayana      | Ciudad de La Asunción | 1 de junio  | 20:00 |  |
| 2 | Guaiqueríes de Margarita | 87 - 78        | Gigantes de Guayana      | Ciudad de La Asunción | 2 de junio  | 20:00 |  |
| 3 | Gigantes de Guayana      | 96 - 85        | Guaiqueríes de Margarita | Hermanas González     | 5 de junio  | 19:00 |  |
| 4 | Gigantes de Guayana      | 98 - 91        | Guaiqueríes de Margarita | Hermanas González     | 6 de junio  | 19:00 |  |
| 5 | Gigantes de Guayana      | 68 - 79        | Guaiqueríes de Margarita | Hermanas González     | 7 de junio  | 19:00 |  |
| 6 | Guaiqueríes de Margarita | 83 - 78        | Gigantes de Guayana      | Ciudad de La Asunción | 10 de junio | 20:00 |  |
| 7 | Guaiqueríes de Margarita | Serie definida | Gigantes de Guayana      | Ciudad de La Asunción | 11 de junio | 17:00 |  |

| 1 | Marinos de Anzoátegui  | 91 - 68        | Bucaneros de La Guaira | Luis Ramos             | 1 de junio  | 19:30 |         |
| 2 | Marinos de Anzoátegui  | 88 - 78        | Bucaneros de La Guaira | Luis Ramos             | 2 de junio  | 19:30 |         |
| 3 | Bucaneros de La Guaira | 108 - 59       | Marinos de Anzoátegui  | Domo José María Vargas | 5 de junio  | 18:00 |         |
| 4 | Bucaneros de La Guaira | 92 - 74        | Marinos de Anzoátegui  | Domo José María Vargas | 6 de junio  | 18:00 | DirecTV |
| 5 | Bucaneros de La Guaira | 75 - 82        | Marinos de Anzoátegui  | Domo José María Vargas | 7 de junio  | 18:00 |         |
| 6 | Marinos de Anzoátegui  | 89 - 83        | Bucaneros de La Guaira | Luis Ramos             | 10 de junio | 19:00 |         |
| 7 | Marinos de Anzoátegui  | Serie definida | Bucaneros de La Guaira | Luis Ramos             | 11 de junio | 17:00 |         |

### Finales de conferencia
| 1 | Guaros de Lara        | 108 - 89       | Cocodrilos de Caracas | Domo Bolivariano | 15 de junio | 19:00 | DirecTV, Promar TV |
| 2 | Guaros de Lara        | 110 - 92       | Cocodrilos de Caracas | Domo Bolivariano | 16 de junio | 19:30 |                    |
| 3 | Cocodrilos de Caracas | 92 - 93        | Guaros de Lara        | José Beracasa    | 19 de junio | 19:00 |                    |
| 4 | Cocodrilos de Caracas | 95 - 97        | Guaros de Lara        | José Beracasa    | 20 de junio | 19:00 |                    |
| 5 | Cocodrilos de Caracas | Serie definida | Guaros de Lara        | José Beracasa    | 21 de junio | 19:00 |                    |
| 6 | Guaros de Lara        | Serie definida | Cocodrilos de Caracas | Domo Bolivariano | 24 de junio | 19:30 |                    |
| 7 | Guaros de Lara        | Serie definida | Cocodrilos de Caracas | Domo Bolivariano | 25 de junio | 19:30 |                    |

| 1 | Guaiqueríes de Margarita | 81 - 85        | Marinos de Anzoátegui    | Ciudad de La Asunción | 14 de junio | 21:00 |  |
| 2 | Guaiqueríes de Margarita | 83 - 80        | Marinos de Anzoátegui    | Ciudad de La Asunción | 15 de junio | 20:00 |  |
| 3 | Marinos de Anzoátegui    | 84 - 80        | Guaiqueríes de Margarita | Luis Ramos            | 18 de junio | 13:00 |  |
| 4 | Marinos de Anzoátegui    | 89 - 75        | Guaiqueríes de Margarita | Luis Ramos            | 19 de junio | 19:30 |  |
| 5 | Marinos de Anzoátegui    | 83 - 77        | Guaiqueríes de Margarita | Luis Ramos            | 20 de junio | 19:30 |  |
| 6 | Guaiqueríes de Margarita | Serie definida | Marinos de Anzoátegui    | Ciudad de La Asunción | 23 de junio | 20:00 |  |
| 7 | Guaiqueríes de Margarita | Serie definida | Marinos de Anzoátegui    | Ciudad de La Asunción | 24 de junio | 20:00 |  |

### Final
| 1 | Guaros de Lara        | 96 - 94        | Marinos de Anzoátegui | Domo Bolivariano | 26 de junio | 20:20 | Promar TV, TLT, DirecTV |
| 2 | Guaros de Lara        | 99 - 85        | Marinos de Anzoátegui | Domo Bolivariano | 27 de junio | 19:30 | Promar TV, TLT          |
| 3 | Marinos de Anzoátegui | 92 - 87        | Guaros de Lara        | Luis Ramos       | 30 de junio | 19:30 | Promar TV, TLT, DirecTV |
| 4 | Marinos de Anzoátegui | 74 - 89        | Guaros de Lara        | Luis Ramos       | 1 de julio  | 19:00 | Promar TV, TLT, DirecTV |
| 5 | Marinos de Anzoátegui | 91 - 80        | Guaros de Lara        | Luis Ramos       | 2 de julio  | 19:30 | Promar TV, TLT, DirecTV |
| 6 | Guaros de Lara        | 100 - 72       | Marinos de Anzoátegui | Domo Bolivariano | 5 de julio  | 19:30 | Promar TV, TLT, DirecTV |
| 7 | Guaros de Lara        | Serie definida | Marinos de Anzoátegui | Domo Bolivariano | 6 de julio  | 19:30 |                         |

Guaros de Lara

Campeón

Primer título

## Distinciones

### Reconocimientos individuales
| Premio                      | Ganador                                                               |
| --------------------------- | --------------------------------------------------------------------- |
| Director Técnico del Año    | Oscar Silva                                                           |
| Gerente del Año             | José David Hernández                                                  |
| Jugador Más Valioso del Año | Ricardo Powell                                                        |
| Regreso del Año             | Tulio Cobos                                                           |
| Sexto Hombre del Año        | Néstor Colmenares                                                     |
| Jugador Ejemplar del Año    | Trey Gilder                                                           |
| Jugador Defensivo del Año   | Juan Guerrero                                                         |
| Progreso del Año            | José Rodríguez                                                        |
| Novato del Año              | Desierto                                                              |
| Equipo Ejemplar del Año     |                                                                       |
| Quinteto Ideal del Año      | Gregory Echenique Kyle Fuller Trey Gilder Ricardo Powell Axiers Sucre |
| Delegado Técnico del Año    | José Correa                                                           |
| Mesa Técnica del Año        | Carabobo                                                              |

### Jugador de la semana
Los siguientes jugadores fueron elegidos como jugadores de la semana.
| Semana                    | Jugador        | Equipo                   |
| ------------------------- | -------------- | ------------------------ |
| 21 al 27 de marzo         | John Flowers   | Cocodrilos de Caracas    |
| 30 de marzo al 3 de abril | Devan Downey   | Guaiqueríes de Margarita |
| 3 al 8 de abril           | Ricardo Powell | Trotamundos de Carabobo  |
| Semana 8                  | Kyle Fuller    | Toros de Aragua          |
| Semana 9                  | Lazar Hayward  | Guaros de Lara           |
| Semana 10                 | Devan Downey   | Guaiqueríes de Margarita |
| Semana 11                 | Marcus Melvin  | Guaiqueríes de Margarita |
| Semana 12                 | Trey Gilder    | Panteras de Miranda      |
| Semana 13                 | Isaiah Swann   | Marinos de Anzoátegui    |

### Jugador novato de la semana
Los siguientes jugadores fueron elegidos como jugadores novatos de la semana.
| Semana          | Jugador        | Equipo         |
| --------------- | -------------- | -------------- |
| 3 al 8 de abril | Yoesser Valera | Guaros de Lara |

### Jugador del mes
Los siguientes jugadores fueron elegidos como jugadores del mes.
| Semana | Jugador        | Equipo                  |
| ------ | -------------- | ----------------------- |
| Marzo  | Maurice Sutton | Cocodrilos de Caracas   |
| Abril  | Ricardo Powell | Trotamundos de Carabobo |

### Jugador más valioso
Los siguientes jugadores fueron elegidos como jugador más valioso de cada final.
|            | Jugador       | Equipo         |
| ---------- | ------------- | -------------- |
| Occidental |               |                |
| Oriental   |               |                |
| Gran Final | Nate Robinson | Guaros de Lara |